# فولكمارسن
فولكمارسن (بالألمانية: Volkmarsen) هي بلدة، مدينة و بلدة ألمانية تقع في Waldeck-Frankenberg في ألمانيا. يقدر عدد سكانها بـ 6,949 نسمة .

## المدن التوأمة
مدينة بوتل اشتت هي مدينة توأمة لـفولكمارسن.